# El río que nos lleva
Pour plus de détails, voir Fiche technique et Distribution.
El río que nos lleva est un film espagnol réalisé par Antonio del Real, sorti en 1989.

## Synopsis
En 1946, un Irlandais rejoint un groupe de bûcherons qui convoie du bois sur le Tage.

## Fiche technique
- Titre : El río que nos lleva
- Réalisation : Antonio del Real
- Scénario : Antonio Larreta et Antonio del Real d'après le roman de José Luis Sampedro
- Musique : Carles Cases et Lluís Llach
- Photographie : Federico Ribes
- Montage : Miguel González Sinde
- Production : Antonio del Real
- Société de production : Producciones Dulcinea et Televisión Española
- Pays :  Espagne
- Genre : Aventure, drame et historique
- Durée : 116 minutes
- Dates de sortie : 
  -  Espagne : 30 mai 1989

## Distribution
- Tony Peck : Roy Shannon
- Alfredo Landa : « l'Américain »
- Fernando Fernán Gómez : Don Ángel
- Santiago Ramos : Dámaso
- Eulàlia Ramon : Paula
- Juanjo Artero : Rubio
- Mario Pardo : Seco
- Antonio Gamero : Cacholo
- Ovidi Montllor : Cuatrodedos

## Distinctions
Le film a été nommé au prix Goya du meilleur acteur pour Alfredo Landa.